# Коларец
Коларец је насељено место у саставу општине Горња Ријека у Копривничко-крижевачкој жупанији, Република Хрватска.

## Историја
До територијалне реорганизације у Хрватској налазио се у саставу бивше велике општине Крижевци.

## Становништво
На попису становништва 2011. године, Коларец је имао 148 становника.

## Попис1991.
На попису становништва 1991. године, насељено место Коларец је имало 219 становника, следећег националног састава:
| Попис 1991.‍ | Попис 1991.‍ | Попис 1991.‍ | Попис 1991.‍ | Попис 1991.‍ |
| ----------- | ----------- | ----------- | ----------- | ----------- |
|             |             |             |             |             |
| Хрвати      | Хрвати      |             | 210         | 95,89%      |
| непознато   | непознато   |             | 9           | 4,10%       |
| укупно: 219 |             |             |             |             |